# Livio Spaggiari
Livio Spaggiari, noto anche come Lino (Montecchio Emilia, 12 aprile 1924 – Reggio nell'Emilia, 20 luglio 2003), è stato un calciatore italiano, di ruolo difensore.

## Carriera
Difensore di ruolo terzino, esordì nella Reggiana disputando 2 partite nel campionato di Serie B 1940-1941. Rimase in forza ai granata fino al 1946, disputando tre campionati di Serie C e il campionato di Serie B-C Alta Italia 1945-1946.
Nel 1946 fu acquistato dal Brescia, con cui esordì in Serie A il 17 novembre 1946 nella sconfitta per 4-0 sul campo del Torino. Collezionò 19 presenze nel campionato di Serie A 1946-1947, concluso con la retrocessione delle Rondinelle in Serie B; nella stessa annata vinse il campionato riserve, giocando la finale vinta contro il Genoa per 3-2. Nella stagione successiva passò al Parma, nella serie cadetta, e dopo un'ulteriore stagione al Brescia, ancora in Serie B, scese di categoria militando nella Casertana, in Promozione, e nell'Anconitana, in Serie B.
Nel 1951 passò al Piacenza, anch'esso in Serie C, disputando due campionati da riserva in cui totalizzò 5 presenze con una rete.

## Dopo il ritiro
Cessata l'attività calcistica, entrò nel mondo cooperativo e bancario di Reggio Emilia. Fu per molto tempo presidente del CCPL (tra il 1965 e il 1982) e della Banca di Credito Popolare Cooperativo, guidandone l'integrazione nella Banca Agricola Mantovana.

## Palmarès

### Club

#### Competizioni nazionali
- Serie C: 1

Piacenza: 1951-1952